# Swan Songs (album của Hollywood Undead )
Swan Songs là album khởi nghiệp của ban nhạc Rap rock người Mĩ Hollywood Undead, được phát hành vào ngày 2 tháng 9 năm 2008 bởi Octone Records và Polydor Records. "Everywhere I Go" là đĩa đơn đầu tiên của album được phát hành và lúc đó chỉ được quyền download trên iTunes. Ban nhạc đã cho phát hành video âm nhạc của bốn bài hát trong album là "No.5", "Undead", "Young" và "Everywhere I Go". Khi mua album qua Amazon.com và một số nhà phân phối khác, album có thêm một bài hát tặng kèm và một video âm nhạc tuỳ chọn. Swan Songs là album phòng thu duy nhất của ban nhạc có sự tham gia của ca sĩ hát chính Deuce, không tính album Desperate Measures.